# Walentkowa Kopa

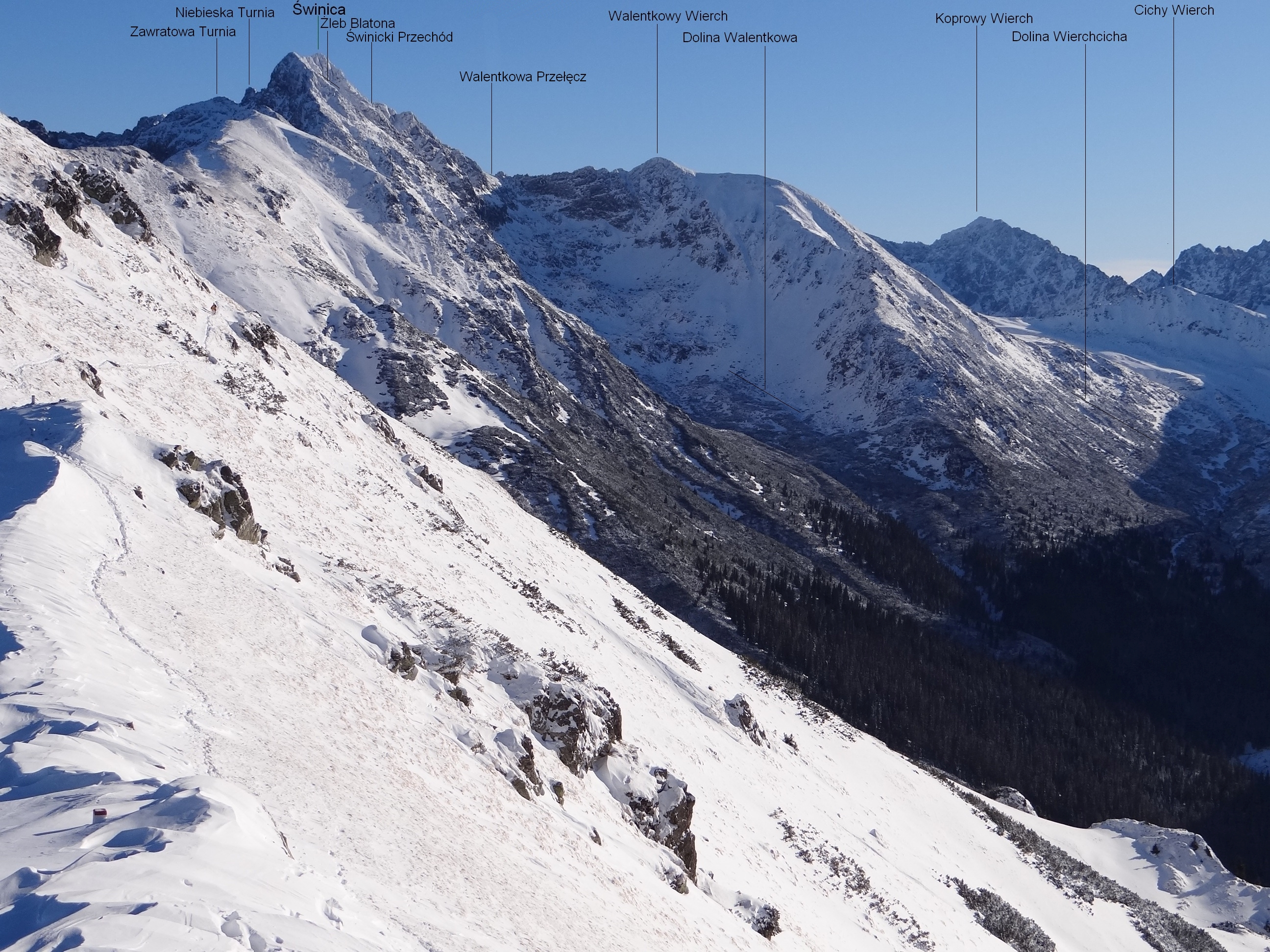
Walentkowa Kopa po prawej stronie Walentkowego Wierchu

Walentkowa Kopa (niem. Valentinskoppe, słow. Valentkova kopa, węg. Bálint-púp) – zachodni grzbiet Walentkowego Wierchu (Valentkova, 2156 m) w Tatrach Wysokich. Znajduje się w Tatrach Słowackich i oddziela Dolinę Walentkową (Valentkova dolina) od Doliny Wierchcichej (Zadná Tichá dolina). Opada od wysokości 2156 m do około1390 m w widły Cichej Wody (Tichý potok) i Walentkowego Potoku (Kamenna Ticha). Brak w nim wyraźnej kulminacji. Jest trawiasto-skalisty, tylko w dolnej części zarastający kosodrzewiną.